# مارك إروين (لاعب اتحاد الرغبي)
مارك إروين (بالإنجليزية: Mark Irwin)‏ هو لاعب اتحاد الرغبي نيوزيلندي، ولد في 10 فبراير 1935 في غيسبورن ‏ في نيوزيلندا، وتوفي في 30 يونيو 2018 في روتوروا في نيوزيلندا.